# Themarohystrix variabilis
Themarohystrix variabilis är en tvåvingeart som beskrevs av Hardy 1986. Themarohystrix variabilis ingår i släktet Themarohystrix och familjen borrflugor. Inga underarter finns listade i Catalogue of Life.